# Bactrododema minotaurus
Bactrododema minotaurus är en insektsart som först beskrevs av Gerstaecker 1883.  Bactrododema minotaurus ingår i släktet Bactrododema och familjen Diapheromeridae. Inga underarter finns listade.